# 全日本空輸ハイジャック事件
全日本空輸ハイジャック事件（ぜんにっぽんくうゆハイジャックじけん）は、日本の航空会社である全日本空輸（略称: 全日空、ANA）が遭遇したハイジャックを一覧にしたものである。

## 概要
1960年代後半から1970年代にかけて、日本赤軍などの新左翼過激派によるテロ事件やハイジャックが多発した。ただし、全日空は当時国際線を運航しておらず、また純民間企業であるため、半官半民の特殊法人であった日本航空とは異なり、政治的動機によるハイジャックの標的にはならなかった。
しかし、日本国内の航空路を数多く運航していたため、政治目的以外の動機によるハイジャックには数多く遭遇した。その中でも1977年3月17日には同じ日に2回も仙台空港行きの全日空機がハイジャックされる事件が発生した。その多くが計画性に乏しい行き当たりばったりの犯行だったが、ハイジャック実行犯もしくは操縦士が死亡する結末に至った事件もあった。

## 事件の一覧

### 全日空アカシア便ハイジャック事件
1970年8月19日、名古屋発千歳行きとして運航されていた全日空175便「アカシア便」ボーイング727型機が、人質と交換に武器を受け取り警備隊に銃撃されたいという動機をもった自殺志願の青年にハイジャックされた。犯人は航空自衛隊浜松基地に緊急着陸させた後、人質解放の際に突入した警察官に取り押さえられた。よど号ハイジャック事件を機に施行されたハイジャック防止法が初めて適用された事件でもある。

### 全日空801便ハイジャック事件
1971年5月13日、羽田から仙台に向かっていたYS-11型機が、東京湾上空を飛行中の7時40分にビニール電線を持った男にハイジャックされ、「順安国際空港に行け」と要求されたが、羽田への緊急着陸後に逮捕された。

### 全日空758便ハイジャック事件
1971年12月19日、福井から羽田へ向かっていたフォッカーF27フレンドシップ機が羽田への着陸準備中に、乗客が後部トイレで放火。放火した犯人は消火活動のすきに操縦室に入り、持っていたナイフで機長を切り付けた。機長ともみ合いの末に取り押さえられたが、犯人は逮捕後に死亡した。自殺目的で犯行に及んだものとみられる。

### 全日空72便ハイジャック事件
1974年7月15日、千歳から羽田に向かっていたボーイング727型機が、模擬ダイナマイトを持った少年にハイジャックされかかったが、運航乗務員に取り押さえられた。

### 全日空63便ハイジャック事件
1975年7月28日、羽田から千歳に向かっていたロッキードトライスター機が、宮城県松島上空で17歳の高校生に乗っ取られ「ハワイに行け」と要求された。羽田に戻る際に操縦士から説得され、到着後に逮捕された。

### 全日空724便ハイジャック事件
1977年3月17日、千歳発仙台行きのボーイング727型機がナイフを持った27歳の男にハイジャックされそうになったが、乗客（うち1人は中川雅治）に取り押さえられた。犯人は緊急着陸した函館空港で逮捕された。

### 全日空817便ハイジャック事件
1977年3月17日、羽田から仙台に向かっていたボーイング727の機内で、改造モデルガンで武装した暴力団員が乗っ取ろうとして客室内で発砲したが、機長は犯人とコンタクトしないまま羽田に緊急着陸した。着陸後、犯人は機内トイレで服毒自殺した。日本でハイジャック犯が死亡したのは初めて。残された遺留品のメモから、身代金目的が動機であったと推定されているが、詳細は被疑者死亡のため不明。

### 全日空857便ハイジャック事件
1995年6月21日、羽田発函館行きのボーイング747SR-100型機が、53歳の男に「プラスチック爆弾とサリンを持っている」と脅迫され乗っ取られた。函館空港に着陸後膠着状態が続いたが、翌日未明警視庁の特殊部隊SAP（後のSAT）の支援を受けた北海道警察機動隊が機内に突入し解決した。犯人は当時強制捜査を受けていたオウム真理教の信者を名乗っており、逮捕されたオウム真理教幹部の解放が動機と思われたが、実際には無関係の便乗犯であり、プラスチック爆弾は粘土で作った代物で、サリンであると主張していた液体もただの水だったことが後に判明した。

### 全日空217便ハイジャック事件
1997年1月20日、大阪発福岡行きのボーイング777型機が包丁を持った男に乗っ取られた。犯人は外国に行くことを要求したが、福岡空港へ着陸後、解放した乗客と一緒に降機したところを逮捕された。

### 全日空61便ハイジャック事件
1999年7月23日、羽田発新千歳行きのボーイング747-400D型機が、フライトシミュレーターのゲームを趣味とする精神障害を持つ28歳の男にハイジャックされた。自分に操縦させることを要求して拒否されたことに激怒し、機長を殺害した。その後犯人は実際に操縦行為を始めたが墜落寸前の状態になり、危険を感じて操縦室に突入した副操縦士らに取り押さえられた。日本で発生したハイジャック事件で人質が死亡したのは初めて。犯人は後に無期懲役が確定した。